# سولت آند سترو
سولت آند سترو (بالإنجليزية: Salt & Straw)‏ هي شركة آيس كريم مقرها في بورتلاند، أوريغون. تم إطلاق الشركة عام 2011 من قبل أبناء العم كيم مالك وتايلر مالك.

## تاريخه
بدأت شركة سولت آند سترو كعربة طعام في منطقة ألبرتا للفنون في بورتلاند، أوريغون. وبعد ثلاثة أشهر افتتحت الشركة أول موقع فعلي لها. منذ افتتاحها عام 2011 افتتحت سولت آند سترو ثلاثة فروع أخرى في منطقة بورتلاند وتقدم خدمة التوصيل إلى المنازل في جميع أنحاء الولايات المتحدة. من أجل شحن الآيس كريم إلى جميع أنحاء البلاد، تقوم الشركة بتعبئة الآيس كريم في الثلج الجاف وورق الكرافت.
لدى سولت آند سترو مواقع في بورتلاند، ويوجين، وليك أوسويغو، ولوس أنجلوس، وأناهايم، وسان فرانسيسكو، وسان رامون، وسان دييغو، وأورلاندو، وساكرامنتو، وسياتل، وميامي، ونيويورك، ولاس فيجاس. شركة سولت آند سترو مملوكة جزئي لنجم السينما والمصارع دواين "ذا روك" جونسون. تعد سولت آند سترو أيضًا الشريك الحصري للآيس كريم لشركة خطوط آلاسكا الجوية.

## قائمة النكهات

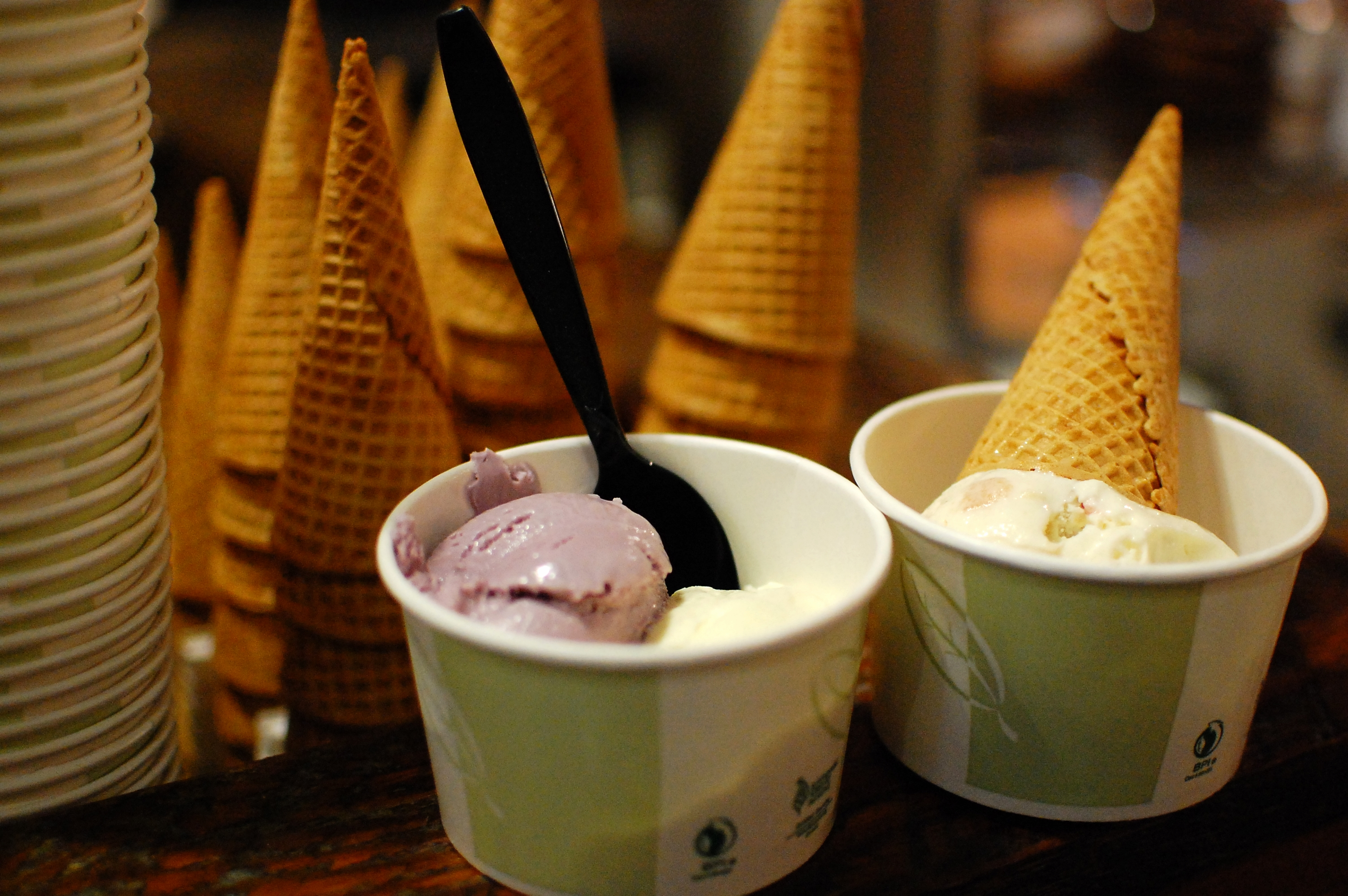
آيس كريم الملح والقش

منذ افتتاحه، اكتسب المطعم اهتمام إعلامي وطني بفضل نكهات الآيس كريم الغريبة التي يقدمها، بعضها موسمي. كانت النكهات المميزة، مثل نخاع العظم [الإنجليزية] مع الكرز المدخن بالبوربون وزيت الزيتون أربيكينا، من الأسباب الرئيسية لإدراج Salt and Straw في قوائم أفضل أنواع الآيس كريم في أمريكا. تختلف النكهات المقدمة في متجر الآيس كريم حسب المواسم وتوافر المكونات، حيث يتم الحصول على جميع المكونات الرئيسية محليًا. فيما يلي قائمة بنكهات الملح والقش العادية (على الرغم من أنها تختلف حسب الموقع):  عام 2015 أقامت الشركة شراكة مع مدارس ابتدائية مختلفة لإنشاء نكهات صممها الأطفال.
كان Stop وGuac & Roll (آيس كريم الأفوكادو والفانيليا مع التورتيلا المقلية المغطاة بالسكر والقرفّة) وHoney Bear (كاسترد الفانيليا مع حلوى العسل بالشوكولاتة وبريق صالح للأكل) من بين النكهات التي تم ابتكارها.
عام 2016 طورت سولت آند سترو نكهات جديدة من "نفايات الطعام" - وهي منتجات ثانوية صالحة للأكل من عملية إنتاج الغذاء. تم إعداد نكهات جديدة باستخدام الفراولة الناضجة وحبوب التخمير المستهلكة والمايونيز النباتي الذي يقترب تاريخ انتهاء صلاحيته. تم التبرع بالعائدات من مبيعات النكهات المميزة من متاجرها في بورتلاند (3000 دولار) إلى Urban Gleaners، وهي منظمة غير ربحية في بورتلاند. تنتج شركة سولت آند سترو كمية قليلة من نفايات الطعام أو بقاياه، وذلك لأن منتجاتها مجمدة. عندما يتوقف أحد العناصر عن العرض في القائمة، يتم التبرع بأي آيس كريم متبقي إلى منظمة غير ربحية.
عام 2022 في اليوم الوطني للآيس كريم، قدمت الشركة عطر صالح للأكل لتعزيز الآيس كريم. تعاون مالك مع Imaginary Authors لإنشاء روائح الكاكاو والحمضيات والزهور التي يمكن رشها على المغارف.

### النكهات
- سولت سي مع شرائط الكراميل
- فانيليا مزدوجة الطي
- قهوة ومكسرات الحب (حصري في الساحل الغربي)
- عجينة كوكيز رقائق الشوكولاتة المملحة والمملحة
- براوني الشوكولاتة اللزج
- قرفة سنيكردودل
- هوني لافندر
- فراولة وعسل وخل بلسمي مع فلفل أسود
- كمثرى وجبنة زرقاء (حصري في الساحل الغربي)
- أربيكينا زيت زيتون
- رقائق الشوكولاتة بالنعناع المنمش (نباتي)
- شربات ماء جوز الهند والفراولة (نباتي)
- فادج الكراميل الهش بزبدة الفول السوداني (نباتي)
- شوكولاتة بانثر بالقهوة تريس ليتشيس (حصريًا في فلوريدا)
- دونات مملحة، جوافة وجبن *حصريًا للفلوريدا
- كانولي بالفستق والريكوتا *حصريًا للنيويورك
- شوكولاتة بابكا مع فادج البندق ( حصريًا في نيويورك)

## معرض الصور

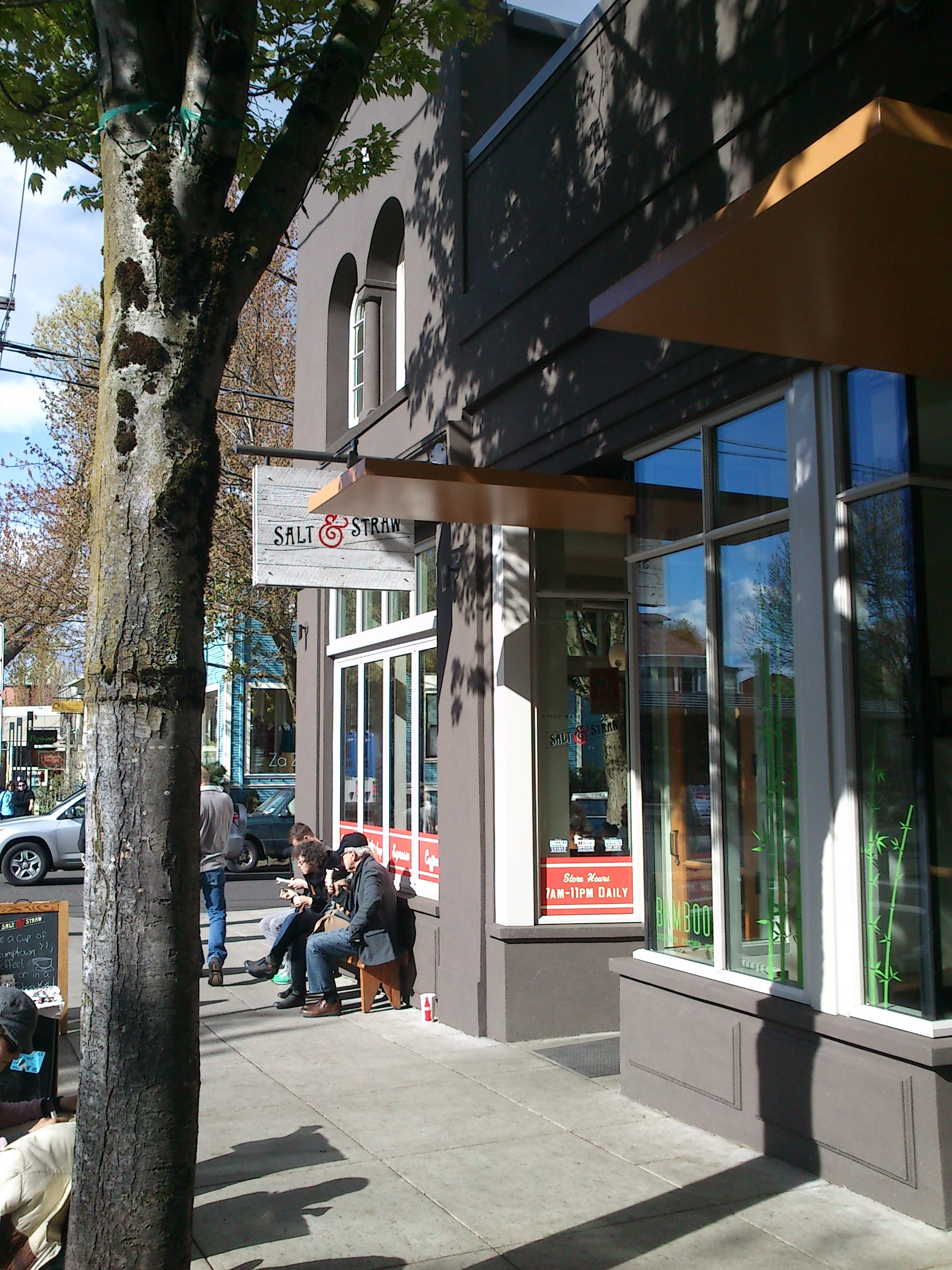
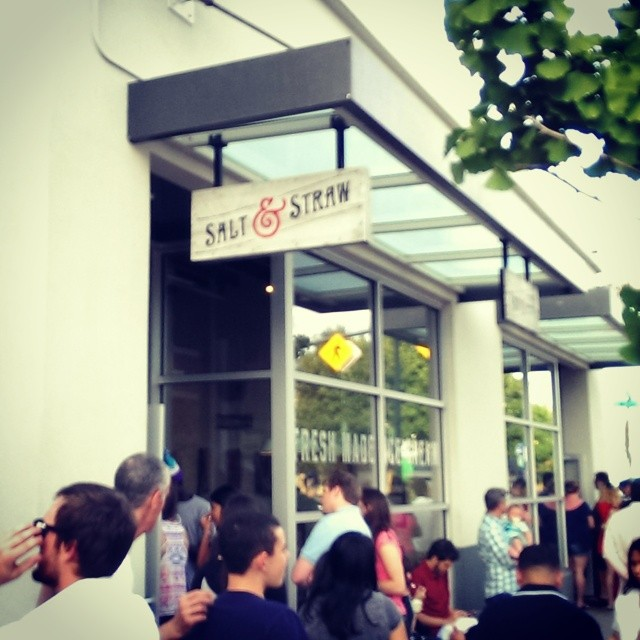
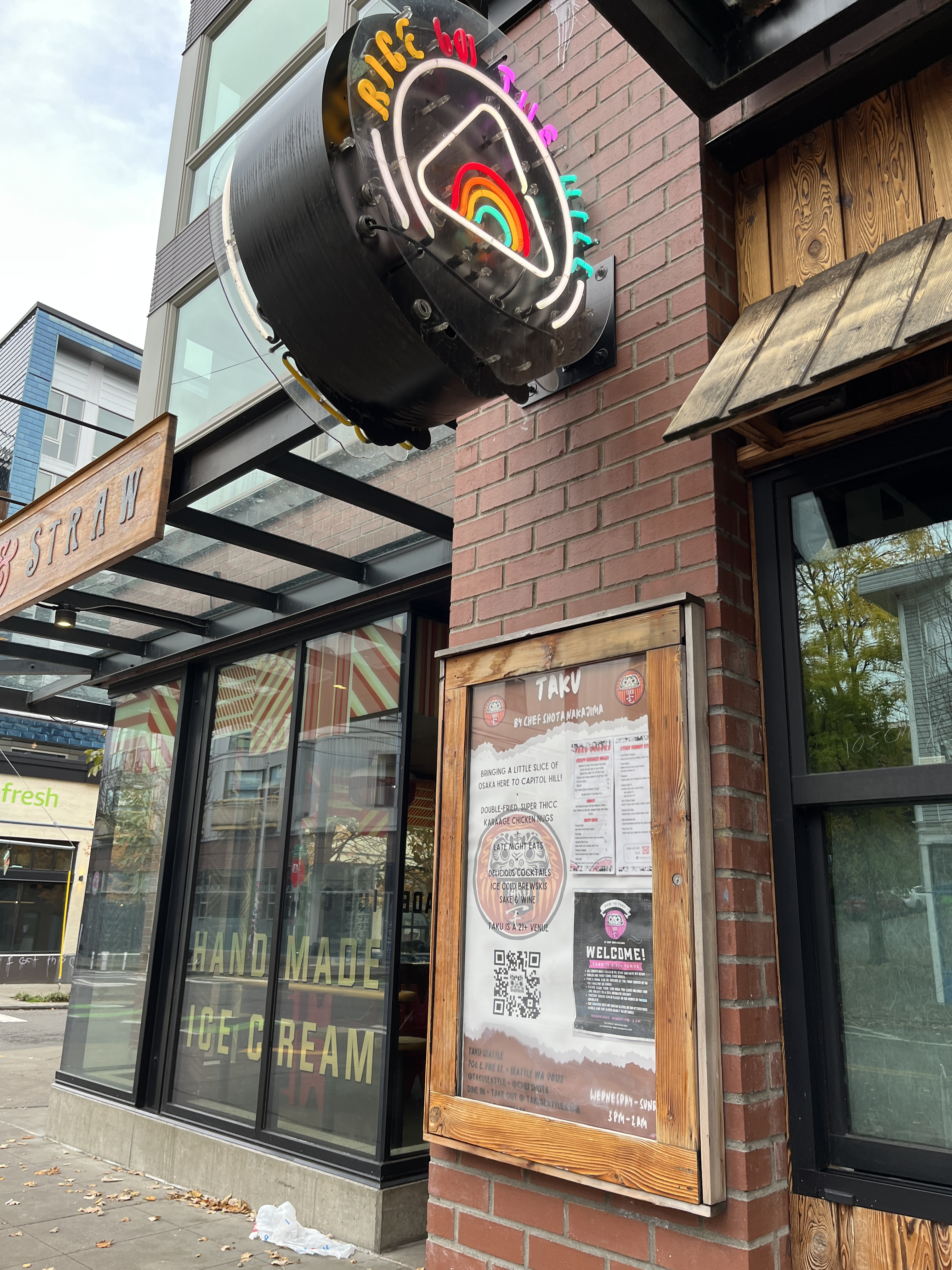
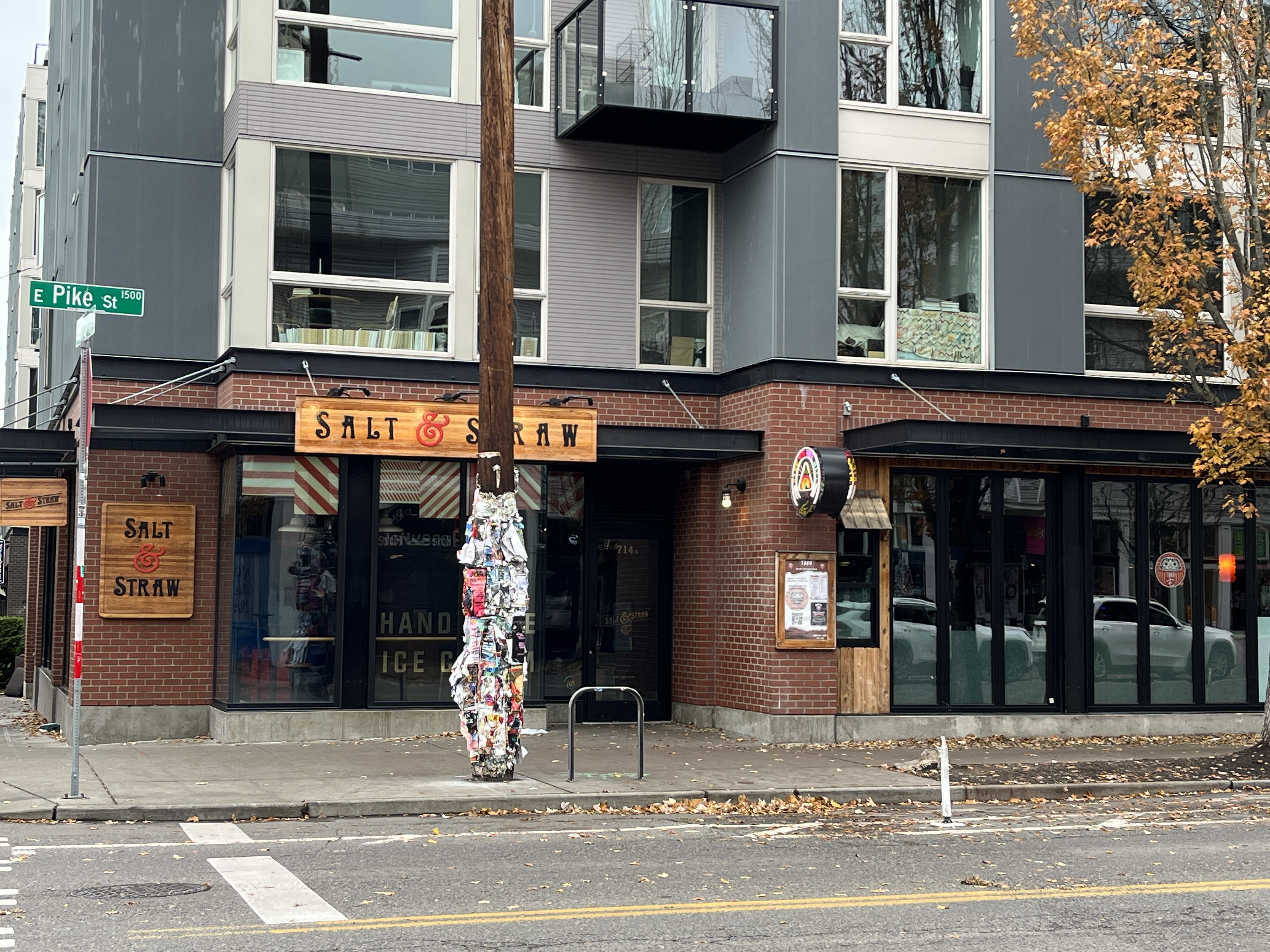
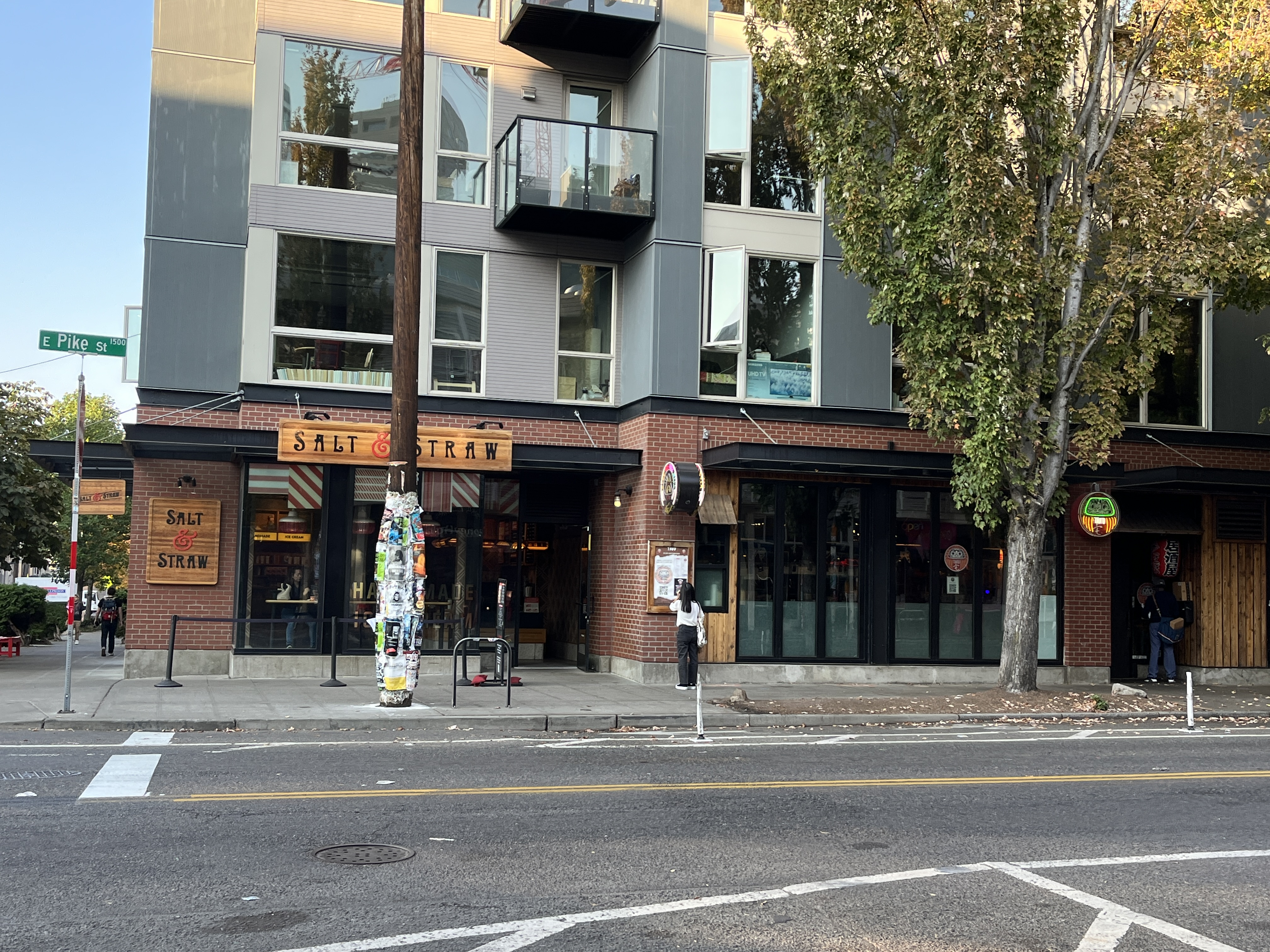